# Осипи (Северна Каролина)
Осипи (енгл. Ossipee) град је у америчкој савезној држави Северна Каролина.

## Демографија
По попису из 2010. године број становника је 543.
| Група             | 2000.    | 2010.       |
| Белци             | 0 (0,0%) | 457 (84,2%) |
| Афроамериканци    | 0 (0,0%) | 57 (10,5%)  |
| Азијати           | 0 (0,0%) | 1 (0,2%)    |
| Хиспаноамериканци | 0 (0,0%) | 21 (3,9%)   |
| Укупно            | 0        | 543         |